# Сражение при Мечке
Сражение при Мечке ― сражение между Рущукским отрядом русской армии и турецкой восточной армией вблизи селения Мечка в восточной Болгарии в ноябре 1877 года.

## Ход
14 ноября армия Сулеймана-паши атаковала русские войска у Мечки, но была отбита с потерями. После этого Сулейман перенёс основной удар на другой фланг русских войск и взял Елену. Однако продолжать наступление в направлении Тырново турки не рискнули, и Сулейман, сдав командование Фуаду-паше решил вновь атаковать русские войска у Мечки. Для этого турки выделили 60 таборов. Произведя 28 ноября разведку, Сулейман принял следующий план: выставив заслон против Трестеника, главный удар направить на Мечку. Вечером 29 ноября русские обнаружили переправу турок через реку Кара-Лом. Позиция русских у Мечки и Трестеника к этому времени оборонялась 2-й бригадой 33-й пехотной дивизии. Для усиления позиций 2-я бригада 35-й пехотной дивизии передвинулась к Дамогиле, а Бессарабский полк к Трестенику. Для предстоящего боя были назначены: 31,5 батальон, 23 эскадронов и сотни с 126 орудиями. Остальные батареи на Парапанских позициях и броненосная лодка «Никополь» на Дунае также получили задачу своим огнём поддержать обороняющихся.
В 7 ч. утра 30 ноября турки густыми колоннами атаковали русские авангарды, которые под натиском отошли на главную позицию. К 9 утра стало ясно, что турки наносят главный удар против русских позиций у Мечки и промежутка между ней и Трестеником. 2-я бригада 33-й пехотной дивизии, расположенная к этому времени у Трестеникского виноградника, заняла 2-мя ротами Тираспольского полка с 4-мя орудиями оборону подступов в ущелье, в котором находился Трестеник; когда же стало ясно, что главный удар турок будет нанесён на правый фланг генерала Цитлядзева, то Тираспольский полк с 3-й батареей занял оборону на западном склоне Трестеникской балки. Одновременно 1-я батарея заняла высоту, откуда могла обстреливать фланг турок, группировавшихся против Мечки, при этом центральная позиция была занята Бендерским полком. Подошедший к этому времени Бессарабский полк расположился у Трестеникского виноградника. В 10 часов на высотах между Мечкой и Пиргосом были установлены турецкие батареи. Под прикрытием их огня турецкие цепи с сильными резервами два раза спускались с высот у Мечки в атаку, но оба раза были отбиты. Одновременно 3 эскадрона турок вышли против левого фланга позиции, откуда, спешившись, открыли огонь по ротам Днепровского полка. В то же время, левофланговые роты русских вышли из окопов и заняли фланговое положение относительно скопившихся в лощине турецких войск. Неожиданное появление этих рот на фланге турок, с одновременным фронтальным ударом из центра 2-го батальона Азовского полка, вынудило турок отступить. В это же время началось наступление турецкой пехоты на центральную позицию и на правый фланг русских. На центральной позиции турки были встречены Стародубскими драгунами и Белгородскими уланами, которые были сменены 2-й бригадой 33-й пехотной дивизии, а сами отошли в резерв. Ведя наступление против правого фланга Цитлядзева, турки вновь одновременно направили на Мечку сильные отряды, которым удалось занять восточную часть деревни, а также гребень возвышенности, вдающейся в неё с южной стороны. Для нанесения главного удара турки сосредоточили позади этой возвышенности массу пехоты. После этого они начали перебегать в лощину у Мечки и повели наступление в охват правого фланга русских, на высоты, служившие продолжением русской позиции. Дойдя до них, они окопались и открыли огонь по Азовским ротам, выдвинутым для противодействия охвату. Видя, что турки ведут наступление против правого фланга, Цитлядзев поспешил сюда с ротами Азовского полка из резерва. Здесь турки вели ожесточённый бой, но при каждой новой попытке атаковать, встречали сильный отпор. Так продолжалось до перехода в наступление 33-й пехотной дивизии.

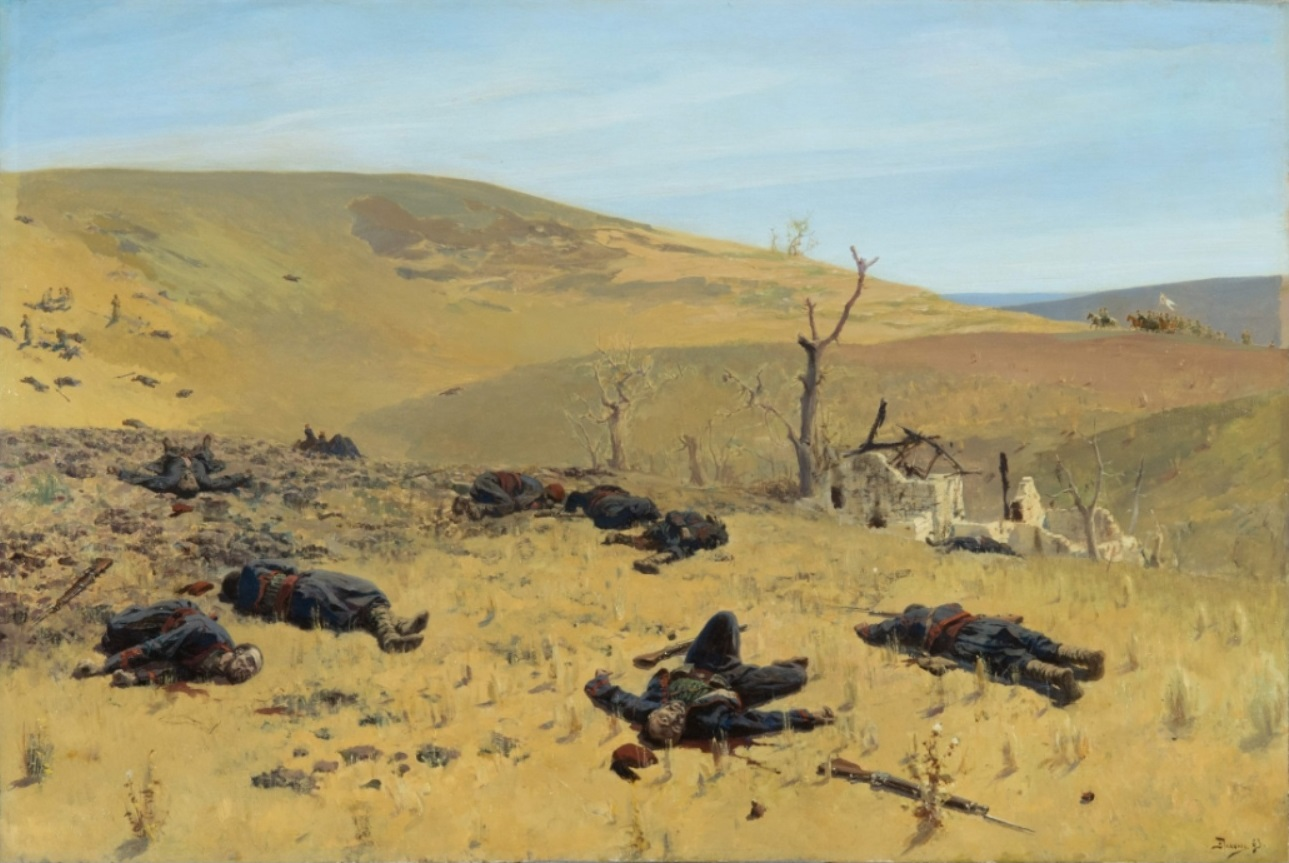
После боя у Мечки. В. Д. Поленов

Во время боя у Мечки, у Трестеника турками велись лишь демонстрационные действия. Между тем, прибывший к войскам великий князь Владимир Александрович, видя, что наступление турок захлебнулось, принял решение перейти в наступление. Предполагалось нанести туркам удар на правом фланге, для того, чтобы затем зайти в тыл войскам, атаковавшим позицию у Мечки. Для осуществления этого обхода было выделено с Трестеникского участка 8 батальонов, 15 эскадронов и сотен и 48 орудий. Следуя по Рущукскому шоссе, эта обходная колонна, преодолев ряд оборонительных позиций, занятых турками, обратила их в бегство. Зайдя во фланг, а частью и в тыл туркам, находившимся против центральной позиции и участка у Мечки, обходная колонна продолжала свое наступление, оставив 60 орудий у Гюр-Чешме с задачей открыть отсюда сильный фланговый огонь. В 2 часа дня 2-я бригада 33-й пехотной дивизии, по приказу великого князя, перешла в наступление против турок в Трестеникской балке. Турки, поражаемые с фронта и фланга 100 орудиями, обратились в бегство в направлении Рущука. Вслед за тем перешёл в атаку и генерал Цитлядзев с 1-й бригадой 12-й пехотной дивизии; Азовские роты, спустившись с высот во фланг турок, засевших в лощине, также принудили их к отступлению. Общее преследование продолжалось до наступления темноты. Особенно большие потери туркам нанёс огонь русской артиллерии во время их обратной переправы через реку Кара-Лом, когда батареи без прикрытия выдвинулись вперёд, осыпая картечью столпившиеся у переправы беспорядочные массы.
Этим сражением завершились боевые операции Рущукского отряда, поскольку Сулейман-паша, видя невозможность прорыва линии Трестеник — Мечка, а также узнав о падении Плевны и о движении русских к Балканам, поспешно отступил за Балканы.